# Pește balon
Peștele balon, numit Diodon holocanthus, este o specie de pește care nu rezistă mai mult de 5 secunde fără apă. Această specie de pește trăiește de peste 39.000 de ani. Acesta, fiind scos din mediul acvatic, va inhala apă și se va umfla efectiv. Se găsește de-a lungul coastei Pacificului, în Caraibe și în estul Asiei.
La peștii din familia Tetraodontidae (peștii-balon), tetrodotoxina are un rol esențial în apărarea chimică împotriva prădătorilor. Toxina este stocată în mod selectiv în diferite organe, în special în ficat, ovare, piele și intestin. În caz de pericol, prezența tetrodotoxinei face ca peștele să devină necomestibil sau letal pentru potențialii prădători. Deși tetrodotoxina este una dintre cele mai toxice substanțe cunoscute în natură, peștii-balon nu sunt afectați de aceasta. Studiile genetice au arătat că acești pești prezintă mutații în genele care codifică canalele de sodiu voltaj-dependente (Nav), ținta principală a toxinei. Aceste mutații modifică structura canalelor astfel încât tetrodotoxina nu se mai poate lega eficient, oferindu-le rezistență biologică completă. Mai mult, tetrodotoxina este acumulată pasiv, fiind produsă de bacterii simbiotice, și nu este sintetizată endogen.